# Pyropyga minuta
Pyropyga minuta is een keversoort uit de familie glimwormen (Lampyridae). De wetenschappelijke naam van de soort werd voor het eerst geldig gepubliceerd in 1851 door LeConte.